# ارکیده ریشوی سیمی
ارکیده ریشوی سیمی (نام علمی: Calochilus caeruleus) نام یک گونه از سرده ارکیده‌های ریشو است.